# 中国共产党第六次全国代表大会
中国共产党第六次全国代表大会于1928年6月18日至7月11日在苏联俄羅斯莫斯科近郊五一村“银色别墅”秘密召开，是中國共產黨唯一一次在外国召开的全国代表大会。出席大会的代表共142人，其中有表决权的正式代表为84人，代表全国数万名党员

## 背景
1927年，第一次国共合作破裂后，中国共产党内部对中国的社会性质以及中国共产党要发动的革命的性质、对象、动力、前途等问题上存在着分歧，迫切需要召开一次全国代表大会加以解决。由于此时蒋介石的中华民国国民政府对中国共产党的镇压政策，中国共产党很难找到一个安全的开会地点，加上1928年春夏间将相继在莫斯科召开赤色职工国际第四次大会、共产国际第六次大会和少共国际第五次大会，中国共产党考虑到届时将派代表出席这几个大会，而且也希望能够得到共产国际的及时指导，遂决定中共六大在莫斯科召开。
1928年3月，共产国际来电同意中共六大在苏联境内召开。4月2日，中共中央临时政治局常委会开会研究召开六大的问题，决定李维汉、任弼时留守，负责中共中央日常工作，邓小平为留守中央秘书长。1928年4月下旬起，瞿秋白、周恩来等中共领导人和100多位参加六大的代表相继分批秘密前往莫斯科。

## 过程

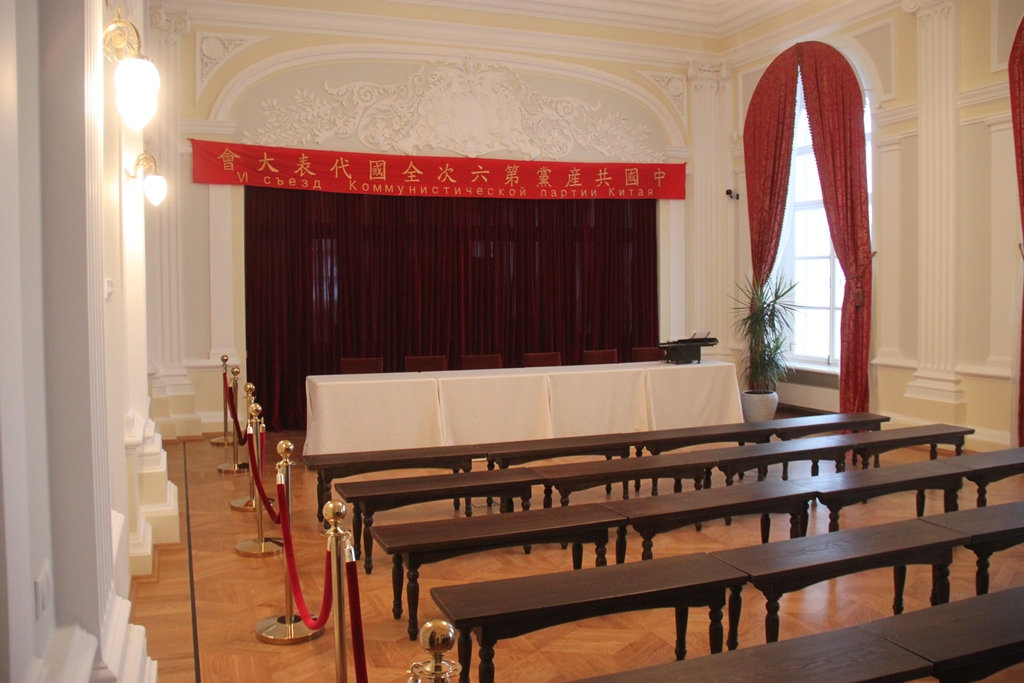
中共六大展览馆对会场的复原

1928年6月18日，中国共产党第六次全国代表大会在苏联的莫斯科开幕，由向忠发主持，布哈林代表共产国际作了名为《中国革命与中国共产党的任务》的报告，瞿秋白代表中国共产党第五届中央委员会作了《中国革命与共产党》的政治报告，周恩来作了组织报告和军事报告，李立三作了农民问题报告，向忠发作了职工运动报告。中共六大通过了关于政治、军事、组织、苏维埃政权、农民、土地、职工、宣传、民族、妇女、青年团等问题的决议和经过修改的《中国共产党党章》。 
中国共产党第六次全国代表大会选举产生了新的中央委员会，中央委员有23人，候补中央委员有13人。選舉苏兆征、项英、周恩来、向忠发、瞿秋白、蔡和森和张国焘為中央政治局委員，向忠發為中央政治局主席。

## 影响
中共六大对中国共产党有重大历史意义，它集中解决了当时困扰中国共产党的两个问题：第一个是中国的社会性质和中国共产党革命的性质，中国共产党第六次全国代表大会认为，当时的中华民国仍是半殖民地半封建社会，引起中国革命的基本矛盾一个也没有解决，现阶段的中国革命仍然是资产阶级性质的民主主义革命。第二个是中国共产党革命的形势和中国共产党的以后任务，中共六大明确指出中国共产党的革命现在处于低潮，中国共产党的总路线是争取群众，中国共产党的中心工作不是千方百计地组织暴动，而是做艰苦的群众工作，积蓄力量。这两个重要问题的解决，基本上统一了中国共产党全党的思想，对克服当时中国共产党党内存在的“左”倾情绪，实现斗争方式的转变起了积极的作用。

## 未参加者
- 陈独秀，他已于1927年八七会议上被撤总书记职务，但是周恩来和王若飞亲访陈独秀，带来共产国际邀请陈独秀出席六大的口信，陈独秀拒绝出席，反问“中国问题为什么要到外国去讨论？”[7]
- 毛泽东，他已于1927年9月秋收起义上井冈山，此时他正在中国共产党的井冈山根据地[8]。
- 朱德，他于1928年4月赴井冈山与毛泽东会合，此时他正在中国共产党的井冈山根据地。

## 註
1. ↑  周恩來1928年6月30日在六大作的《組織問題報告和結論》與《組織問題報告大綱》中說粗略統計全国黨員130,194人[4][5]，但同时强调该数字被夸大，无法保证正确[6]，例如江西安源就把6万名赤衛隊、農會積極份子算成党员，實際上党员只有1万人[5]。党员四万人之说则是后来普遍流传的说法之一，来自研究推论，无文字依据[5]。